# Cossypha isabellae
Cossypha isabellae е вид птица от семейство Muscicapidae.

## Разпространение
Видът е разпространен в Камерун и Нигерия.